# Deutscher Bouldercup
Der Deutsche Bouldercup war eine vom Deutschen Alpenverein (DAV) veranstaltete Serie von Wettbewerben im Bouldern für deutsche Boulderer. Der jeweilige Gesamtsieger des Deutschen Bouldercups war zugleich Deutscher Meister.

## Geschichte
1999 war der „DAV Bouldercup“ die erste offizielle Wettkampfserie in Deutschland für das Bouldern. Vom DAV unterstützt, wurden in den ersten Jahr immer drei Wettbewerbe ausgetragen. Gastgebende Orte waren 1999 München, Immenstadt und Köln und 2000 München, Immenstadt und Frankenthal. Gastgebende Orte waren im Jahr 2001 Stuttgart, Berchtesgaden und Kempten und 2002 Traunstein, München und Heilbronn. In den ersten Jahren nach der Einführung wurde der „DAV Salomon Bouldercup“, der inzwischen den Beinamen des Sponsors Salomon trug, traditionell früh in der Saison durchgeführt, sodass die Wettkämpfe bis spätestens Mai vollzogen waren. Doch im Jahr 2006 folgte eine Kehrtwende: Die Serie wurde in „Deutscher Bouldercup“ umbenannt und die Termine über das ganze Jahr verteilt.
An Stelle der bis 2016 durchgeführten dreiteiligen Serien Deutscher Bouldercup rückte ab 2017 die Einzelveranstaltung Deutsche Meisterschaft Bouldern.

## Austragungsorte
In folgenden Orten gab der DAV (Salomon) Bouldercup oder Deutsche Bouldercup im Laufe der Jahre ein Gastspiel:
- Hannover (2015)
- Berchtesgaden
- Düsseldorf
- Garmisch-Partenkirchen
- Heilbronn
- Kitzbühel (gemeinsam mit dem Österreichischen Alpenverein)
- Leipzig
- München
- Münster
- Pforzheim
- Traunstein
- Überlingen (seit 2005 Finalveranstaltung)
- Stuttgart
- Kempten
- Frankenthal
- Zweibrücken

## Bisherige Sieger
| Jahr | Damen            | Herren           |
| ---- | ---------------- | ---------------- |
| 1999 | Nicola Haager    | Jürgen Gottfried |
| 2000 | Marietta Uhden   | Christoph Finkel |
| 2001 | Tanja Bauer      | Enrico Sanganas  |
| 2002 | Nicola Haager    | Markus Hoppe     |
| 2003 | Marietta Uhden   | Timo Preussler   |
| 2004 | Katrin Sedlmayer | Karsten Borowka  |
| 2005 | Lisa Knoche      | Markus Hoppe     |
| 2006 | Lisa Knoche      | Jonas Baumann    |
| 2007 | Juliane Wurm     | Markus Hoppe     |
| 2008 | Natalie Sailer   | André Borowka    |
| 2009 | Juliane Wurm     | Stefan Danker    |
| 2010 | Juliane Wurm     | Stefan Danker    |
| 2011 | Juliane Wurm     | Jan Hojer        |
| 2012 | Julia Winter     | Thomas Tauporn   |
| 2013 | Monika Retschy   | Stefan Danker    |
| 2014 | Juliane Wurm     | Jan Hojer        |
| 2015 | Juliane Wurm     | Jan Hojer        |
| 2016 | Monika Retschy   | Jan Hojer        |